# کلم برگ
کلم برگ (نام علمی: Brassica oleracea var. viridis) یا کِیل (به انگلیسی: kale) نام یک جوره از گونه کلم است. کلم پیچ نوعی سبزیِ برگی است و سرشار از ویتامین آ است. این گیاه در اب و هوای سخت و فصل زمستان رشد می‌کند و می‌تواند در دمای کمتر از ۱۵ درجه سانتیگراد زنده بماند. کلم برگ می‌تواند بعد از یخ زدگی شیرین تر شود. کلم برگ در شرق مدیترانه و آسیای صغیر سرچشمه گرفت، جایی که برای شروع غذا حداکثر تا سال ۲۰۰۰ قبل از میلاد مسیح کشت می‌شد. گونه‌های با برگ پیچیده کلم قبلاً همراه با انواع برگهای مسطح در یونان در قرن چهارم قبل از میلاد وجود داشته است.
کلم برگ خام از ٪ ۸۴ آب، ٪ ۹ کربوهیدرات، ٪ ۴ پروتئین و ٪ ۱ چربی تشکیل شده است. در یک وعده ۱۰۰ گرمی، کلم خام ۴۹ کالری و مقدار زیادی ویتامین K را با ۳٫۷ برابر مقدار روزانه تأمین می‌کند. این یک منبع غنی (٪ ۲۰ یا بیشتر از مقدار روزانه) ویتامین A، ویتامین C، ویتامین ۶B، فولات و منگنز است. کلم برگ منبع خوبی برای تیامین، ریبوفلاوین، اسید پانتوتنیک، ویتامین E و چندین ماده معدنی در رژیم غذایی از جمله آهن، کلسیم، پتاسیم و فسفر است. جوشاندن کلم خام باعث کاهش بیشتر این مواد مغذی می‌شود، در حالی که مقادیر ویتامین‌های A , C و K و منگنز همچنان قابل ملاحظه هستند.